# Dreamy Lady
"Dreamy Lady" é uma canção da banda britânica de rock T. Rex, escrita por Marc Bolan e lançada como single em 26 de setembro de 1975 pela EMI Records. Seu lançamento foi creditado como 'T. Rex Disco Party', logo depois aparecendo no álbum Futuristic Dragon. A faixa é notável por sua dramática saída do antigo som da banda e sua influência na música disco. As demos da canção sugeriam que ela fosse voltada ao estilo reggae.
Seus lados B consistem em versões cover das canções "Do You Wanna Dance?", de Bobby Freeman, e "(Sittin' On) The Dock of the Bay", de Otis Redding. A última conta com vocais principais da ex-parceira de Bolan, Gloria Jones. 
O single ficou na tabela musical britânica por um total de cinco semanas, chegando ao número 30.